# مهرجان الأحساء للأفلام الاجتماعية القصيرة
مهرجان الأحساء للأفلام الاجتماعية القصيرة هو مهرجان سينمائي نظمته الجمعية العربية السعودية للثقافة والفنون بالأحساء، في الفترة من 12 أبريل إلى 14 أبريل 2018 في مقر الجمعية بالمكتبة العامة في الهفوف. يهدف المهرجان إلى اعطاء الشباب في المملكة العربية السعودية بشكل عام ومنطقة الاحساء بشكل خاص فرصة لعرض انتاجاتهم في مجال صناعة الافلام وتنمية مواهبهم من خلال توفير منبرا للتعبير من اجل تبادل الخبرات والارتقاء بمهارات المشاركين من خلال ورش العمل والتواصل فيما بينهم ومن أجل خلق فرص استثمارية خلال فترة المهرجان وتحقيق رؤية السعودية 2030 في استثمار طاقات الشباب.
تم فتح باب التسجيل في المهرجان واستقبال المشاركات ابتداءاً من 10 مارس وحتى 31 مارس من عام 2018. تقدم للمشاركة في المهرجان ضمن فئة الأفلام 77 فيلماً، ترشح منها 52 فيلماً؛ 30 فيلماً روائياً و18 فيلماً وثائقياً و3 أفلام رسوم متحركة وفيلم واحد من أفلام الجوال، كما شارك 100 سيناريو غير منفذ ضمن فئة السيناريو.
يقدم المهرجان الجوائز في ثلاثة فئات رئيسية وهي فئة الأفلام الروائية وفئة الأفلام الوثائقية وفئة السيناريو، بالإضافة إلى تقديمة لجائزة باسم الفنان «إبراهيم بوسعد».
فاز بالجائزة الذهبية في هذه الدورة من المهرجان عن فئة الأفلام الروائية فيلم «لسان» للمخرج محمد السلمان، وعن فئة الافلام الوثائقية فاز فيلم «جليد» للمخرج عبد الرحمن صندقجي، وفي فئة السيناريو فاز بالجائزة الذهبية سيناريو «ستارة» للكاتب محمد السلمان.

## لجان التحكيم
| لجنة تحكيم الأفلام        | لجنة تحكيم السيناريو             |
| ------------------------- | -------------------------------- |
| أحمد الملا: شاعر وسينمائي | محمد البشير: قاص وكاتب سيناريو   |
| جمال الغيلان: مخرج وممثل  | ضياء يوسف: كاتبة ومخرجة سينمائية |
| هاجر النعيم: مخرجة أفلام  | عمر البدران: كاتب وسيناريست      |

## الأفلام المشاركة
| الأفلام الروائية المرشحة (المخرج) |
| --- |
| كاتشب (محمد باسلامة) • جليد (عبدالرحمن صندقجي) • 300 كم (محمد الهليل) • قابل للإنفجار (محمد الحمد) • ماتبقى (محمد الملا) • جنة الأرض (سمير عارف) • مشوار (منصور الرويشد) • مفتاح 14 (هاني القاضي) • مانجا (نزار السيد ناصر) • فارغة (مرتضى العواس) • ابرام (خالد فهد) • لسان (محمد السلمان) • فريد وينه (فراس المشروع) • تزعه (أمجد النور) • عاطور (حسين المطلق) • يبام (حيدر الناصر) • تشابه علينا (حسن ال مبارك) • شوال حوال (علي العبدالله - فاطمة سامي) • ذاكرة ممتلئة (محمد المريط) • حبك أكبر (عبدالمحسن الحبابي) • ساري (محمد الرثيع) • بابا أنا مين (سليمان صبحي) • نظره (علي العاشور) • اشراقة أمل (باسم الهلال) • الخوف صوتيا • فحم (زكي الفيث) • ودقت الساعة • طفولة مكبلة (يوسف العليوي) |
| الأفلام الوثائقية المرشحة (المخرج) |
| عيدي حساوي (علي العبدالله) • بوناصر (حسن الجيراني) • آيرش (علي الناصر) • همس هديل • رصيف سمك (محمد الحمادي) • بالتطوع نحيا (وائل باقر) • الحسا حساك (مرتضى الحسن) • الصفار (أحمد البخيتان) • شيء من الخشب (مرتضى الحمود) • الجارية (عاصم المشرع) • حلم روان (منصور البدران) • جماعينا بسمة الجبيل (منتظرعايش) • جورجيا • الكشافة (وائل باقر) • |
| أفلام الرسوم المتحركة المرشحة (المخرج) |
| متاهة قلب (مريم خياط) • بين الزجاج (لينا كتبي) • شباب بوب كورن (رائد الشيخ) |
| أفلام الجوال المرشحة (المخرج) |
| الجود (مبارك الدجين) |

## الجوائز
| فئة الأفلام الروائية | فئة الأفلام الوثائقية |
| --- | --- |
| الجائزة الذهبية - فيلم "لسان" للمخرج محمد السلمان الجائزة الفضية - فيلم "عاطور" للمخرج حسين المطلق الجائزة البرونزية - فيلم "ما تبقى" للمهرج محمد الملا أفضل ممثل - "فيصل الدوخي" عن فيلم "ما تبقى" أفضل مصور - "علي الشافعي" عن فيلمي "عاطور" و"لسان" أفضل مونتاج - "حسين المطلق" عن فيلم "عاطور" أفضل اخراج - "محمد الهليل" عن فيلم "300 كم" أفضل سيناريو - "مها الساعاتي" عن فيلم "الخوف صوتياً" | الجائزة الذهبية - فيلم "جليد" للمخرج عبد الرحمن ضندقجي الجائزة الفضية - فيلم "بوناصر" للمخرج حسين الجيراني الجائزة البرونزية - فيلم "حلم روان" للمخرج منصور البدران |
| الجائزة الذهبية - فيلم "لسان" للمخرج محمد السلمان الجائزة الفضية - فيلم "عاطور" للمخرج حسين المطلق الجائزة البرونزية - فيلم "ما تبقى" للمهرج محمد الملا أفضل ممثل - "فيصل الدوخي" عن فيلم "ما تبقى" أفضل مصور - "علي الشافعي" عن فيلمي "عاطور" و"لسان" أفضل مونتاج - "حسين المطلق" عن فيلم "عاطور" أفضل اخراج - "محمد الهليل" عن فيلم "300 كم" أفضل سيناريو - "مها الساعاتي" عن فيلم "الخوف صوتياً" | فئة السيناريو |
| الجائزة الذهبية - فيلم "لسان" للمخرج محمد السلمان الجائزة الفضية - فيلم "عاطور" للمخرج حسين المطلق الجائزة البرونزية - فيلم "ما تبقى" للمهرج محمد الملا أفضل ممثل - "فيصل الدوخي" عن فيلم "ما تبقى" أفضل مصور - "علي الشافعي" عن فيلمي "عاطور" و"لسان" أفضل مونتاج - "حسين المطلق" عن فيلم "عاطور" أفضل اخراج - "محمد الهليل" عن فيلم "300 كم" أفضل سيناريو - "مها الساعاتي" عن فيلم "الخوف صوتياً" | الجائزة الذهبية - سيناريو "ستارة" للكاتب محمد السلمان الجائزة الفضية - سيناريو "الموردة" للكاتب علي يحيى الخبراني                                                   |
| الجائزة الذهبية - فيلم "لسان" للمخرج محمد السلمان الجائزة الفضية - فيلم "عاطور" للمخرج حسين المطلق الجائزة البرونزية - فيلم "ما تبقى" للمهرج محمد الملا أفضل ممثل - "فيصل الدوخي" عن فيلم "ما تبقى" أفضل مصور - "علي الشافعي" عن فيلمي "عاطور" و"لسان" أفضل مونتاج - "حسين المطلق" عن فيلم "عاطور" أفضل اخراج - "محمد الهليل" عن فيلم "300 كم" أفضل سيناريو - "مها الساعاتي" عن فيلم "الخوف صوتياً" | جوائز المهرجان الخاصة |
| الجائزة الذهبية - فيلم "لسان" للمخرج محمد السلمان الجائزة الفضية - فيلم "عاطور" للمخرج حسين المطلق الجائزة البرونزية - فيلم "ما تبقى" للمهرج محمد الملا أفضل ممثل - "فيصل الدوخي" عن فيلم "ما تبقى" أفضل مصور - "علي الشافعي" عن فيلمي "عاطور" و"لسان" أفضل مونتاج - "حسين المطلق" عن فيلم "عاطور" أفضل اخراج - "محمد الهليل" عن فيلم "300 كم" أفضل سيناريو - "مها الساعاتي" عن فيلم "الخوف صوتياً" | جائزة الفنان إبراهيم بوسعد - الممثل حسين اليحيى شهادة تقدير - الممثل حسين الحمدان عن فيلم "حبك أكبر" - محمد الحمد عن موسيقى فيلم "عاطور"                            |